# Laxforsberget
Laxforsberget är ett naturreservat i Överkalix kommun i Norrbottens län.
Området är naturskyddat sedan 2011 och är 8,6 kvadratkilometer stort. Reservatet omfattar de höge delarna av Laxforsberget och Furuberget. Reservatet består av urskogslik tallskog, gran och lövträd.